# Beesel
Beesel (en limburgués: Bezel) es un municipio y una localidad del sureste de los Países Bajos en la provincia Limburgo

## Localización
La localidad de Beesel se encuentra a unos 10 km al norte de Roermond.